# Róbert Mak
Róbert Mak (* 8. března 1991, Bratislava) je slovenský fotbalový útočník a bývalý reprezentant, od července 2024 hráč slovenského týmu ŠK Slovan Bratislava. Mimo Slovensko působil na klubové úrovni ve Velké Británii (Anglii), v Německu, Řecku, Rusku, Turecku, Maďarsku a Austrálii. Za roky 2011 a 2012 vyhrál cenu Petra Dubovského, která se na Slovensku uděluje nejlepšímu slovenskému hráči do 21 let. S manželkou Zuzanou má syny Robina (* 2014) a Alexeje (* 2015).

## Klubová kariéra
Je odchovancem Slovanu Bratislava, s jehož výběrem do 15 let získal žákovský primát. Následně přešel do fotbalové akademie anglického klubu Manchester City FC, kde se setkal s krajany Vladimírem Weissem ml. a Filipem Mentelem. V sezóně 2007/08 vyhrál s mládeží Manchesteru FA Youth Cup. V 17 letech postoupil do rezervního týmu Manchesteru City, ale v prvním mužstvu šanci nedostal.

### 1. FC Norimberk

#### Sezóna 2010/11
Před sezonou 2010/11 podepsal tříletý kontrakt s německým klubem 1. FC Norimberk, kde se setkal s krajanem Markem Mintálem. Ligový debut v dresu Norimberku absolvoval ve druhém kole hraném 28. srpna 2010 v souboji s celkem SC Freiburg (prohra 1:2), na hřiště přišel v 65. minutě. Svůj první gól v Bundeslize vstřelil 20. listopadu 2010 v zápase proti 1. FC Kaiserslauternu, Norimberk prohrál 1:3. Podruhé v ročníku se trefil ve 23. kole proti Eintrachtu Frankfurt (výhra 3:0), když v 87. minutě zvyšoval na 2:0. Následně se střelecky prosadil v souboji s týmem 1. FC Kaiserslautern, když dával na konečných 2:0.

#### Sezóna 2011/12
Svoji první branku v sezoně zaznamenal 1. října 2011 v osmém kole proti mužstvu 1. FSV Mainz 05 (remíza 3:3). Podruhé v ročníku si připsal gól 5. května 2012 v souboji s klubem Bayer 04 Leverkusen, se spoluhráči podlehli soupeři na domácím trávníku v poměru 1:4.

#### Sezóna 2012/13
V říjnu 2012 neunesl střídání po prvním poločase bundesligového utkání s domácím Freiburgem (0:3 pro Norimberk) a na Twitteru počastoval svého trenéra Dietera Heckinga vulgárními výrazy nejhrubší katagorie. Kouči se omluvil, ale za trest byl přeřazen do 6. listopadu 2012 do rezervy. V klubu se změnil trenér, místo Heckinga zaujal Michael Wiesinger a ten slovenského záložníka příliš nestavěl. K dubnu 2013 ho nasadil jako střídajícího hráče jen do čtyřech ligových zápasů. 11. května 2013 ve 33. bundesligovém kole přispěl jednou brankou k vítězství 2:1 nad domácí Fortunou Düsseldorf.

#### Sezóna 2013/14
V sezoně 2013/14 příliš nehrál, většinou nastupoval jen z lavičky v průběhu střetnutí. Na jaře 2014 bojoval s Norimberkem o záchranu, která se nezdařila a tým sestoupil do druhé nejvyšší německé ligy.

### PAOK Soluň

#### Sezóna 2014/15
V červenci 2014 přestoupil za 400 tisíc eur do Řecka, do celku PAOK Soluň, se kterým uzavřel smlouvu na tři roky, zájem mělo ještě polské mužstvo Legia Warszawa. S PAOKem postoupil ze čtvrtého předkola - play-off přes moldavský klub FC Zimbru Chișinău (prohra 0:1 venku a výhra 4:0 doma) do skupinové fáze Evropské ligy UEFA 2014/2015. Mak se střelecky prosadil v odvetě. Se soluňským týmem byl nalosován do základní skupiny K, kde v konfrontaci se soupeři: FK Dinamo Minsk (Bělorusko), EA Guingamp (Francie) a ACF Fiorentina (Itálie) skončili se spoluhráči na třetím místě tabulky a do jarní vyřazovací části nepostoupili. 
Ligovou premiéru v dresu PAOKu Soluň zažil 24. srpna 2014 proti mužstvu AEL Kallonis (remíza 1:1), nastoupil na celý zápas. Svoje první ligové góly v ročníku zaznamenal v rozmezí druhého až osmého kola. Prosadil se celkem pětkrát, když dal po jednom gólu do sítí klubů PAE Platanias Chanion (výhra 4:0), Niki Volos (výhra 3:0), PAE Panaitolikos (výhra 1:0), OFI Kréta (výhra 4:0) a PAE Véroia (výhra 4:1). Následně skóroval v duelu s týmem Škoda Xanthi (prohra 2:4), když v 82. minutě snižoval na 2:3. Pošesté v sezoně se prosadil ve 21. kole hraném 31. 1. 2015 v odvetném souboji s Panaitolikosem při domácí prohře 1:2.

#### Sezóna 2015/16
Na podzim 2015 postoupil s PAOKem přes mužstvo NK Lokomotiva Zagreb z Chorvatska (prohra 1:2 venku a výhra 6:0 doma), slovenský klub FC Spartak Trnava (výhra 1:0 doma a remíza 1:1 venku) a tým Brøndby IF z Dánska (výhra 5:0 doma a remíza 1:1 venku) z druhého předkola až do skupinové fáze Evropské ligy UEFA 2015/2016. Se spoluhráči ve skupině C skončili v konfrontaci s mužstvy Qəbələ FK (Ázerbájdžán), Borussia Dortmund (Německo) a FK Krasnodar (Rusko) na třetím nepostupovém místě tabulky.
Svoji první ligovou branku v ročníku vsítil ve třetím kole v souboji s Véroií (výhra 3:0), když ve 25. minutě zvyšoval na průběžných 2:0. Podruhé v sezoně skóroval 27. září 2015 v souboji s Atromitosem Athény, když v 90. minutě dával na konečných 2:1. Svůj třetí ligový gól v ročníku vstřelil v duelu s klubem Panionios GSS při výhře 2:1 doma. Ve 20. kole 30. ledna 2016 v odvetě s Atromitosem otevřel střelecký účet utkání, se spoluhráči ale nakonec remizovali se soupeřem 1:1. Popáté v sezoně si připsal branku 27. února 2016 v souboji s Asterasem Tripolis, když v 77. minutě zvyšoval na konečných 2:0. Svůj šestý gól v lize v tomto ročníku dal ve 29. kole proti Levadiakosu (výhra 2:0). Posedmé v sezoně zaznamenal přesný zásah v odvetném střetnutí s Panioniosem a podílel se na venkovním vítězství 2:0. Celkem během roku nastřílel 19 branek, kromě ligy se trefil i devětkrát v evropských pohárech (6x v předkolech a 3x ve skupinové fázi) a třikrát v domácím poháru.

### FK Zenit Petrohrad

#### Sezóna 2016/17
V létě 2016 měl o Maka zájem belgický tým RSC Anderlecht a celek ACF Fiorentina z Itálie, ale hráč nakonec přestoupil údajně za 3,5 milionů eur do ruského mužstva FK Zenit Petrohrad, kde uzavřel čtyřletou smlouvu. Dostal dres s číslem 29. Se Zenitem Petrohrad získal 23. července 2016 Ruský Superpohár po výhře 1:0 nad celkem PFK CSKA Moskva. Se svým zaměstnavatelem se krátce po svém příchodu představil v základní skupině D Evropské ligy UEFA 2016/2017, kde v konfrontaci se soupeři: Maccabi Tel Aviv FC (Izrael), AZ Alkmaar (Nizozemsko) a Dundalk FC (Irsko) skončili se spoluhráči na první místě tabulky a představili se v jarním šestnáctifinále, v němž vypadli po prohře 0:2 venku a výhře 3:1 doma díky pravidlu venkovních gólů s RSC Anderlechtem. 
Ligový debut za Zenit absolvoval ve druhém kole hraném 6. srpna 2016 v duelu s klubem FK Ufa (remíza 0:0), na hrací plochu přišel v 64. minutě. Na podzim 2016 hrál pravidelně, dobrou formu podtrhl čtyřmi góly v ruské nejvyšší lize a jedním v Evropské lize UEFA. V jarní části ročníku 2016/17 už tolik příležitostí na hřišti nedostával.

#### Sezóna 2018/19
Po návratu z hostování postoupil s Petrohradem přes Dinamo Minsk (prohra 0:4 venku a výhra 8:1 po prodloužení doma) a tým Molde FK z Norska (výhra 3:1 doma a prohra 1:2 venku) do skupinové fáze Evropské ligy UEFA 2018/2019. Se Zenitem byli zařazeni do základní skupiny C, kde v konfrontaci s mužstvy FC Kodaň (Dánsko), SK Slavia Praha (Česko) a FC Girondins de Bordeaux (Francie) postoupili z prvního místa tabulky do jarního play-off, ve kterém nejprve vyřadili v šestnáctifinále turecký klub Fenerbahçe SK (prohra 0:1 venku a výhra 3:1 doma) a následně vypadli v osmifinále po prohrách 1:3 doma a 1:2 venku se španělským týmem Villarreal CF. Poprvé a zároveň i jedinkrát v lize se v sezoně trefil v desátém kole v souboji s Krasnodarem (výhra 2:1), když v 65. minutě zvyšoval na 2:0. Na jaře 2019 vybojoval se Zenitem Petrohrad ligový titul.

#### Sezóna 2019/20
Se Zenitem se představil v základní skupině G Ligy mistrů UEFA 2019/2020, kde v soubojích s mužstvy Olympique Lyon (Francie), Benfica Lisabon (Portugalsko) a RB Leipzig (Německo) skončili se spoluhráči na čtvrtém místě tabulky. V tomto ročníku vstřelil v lize za Petrohrad jedinou branku, konkrétně 21. září 2019 při vysokém domácím vítězství 5:0 nad Rubinem Kazaň. V jarní části sezony 2019/20 získal Zenit ligový primát i domácí pohár, Mak se na těchto úspěších částečně podílel.  

### PAOK Soluň (hostování)
V červenci 2017 se vrátil ze Zenitu Petrohrad na rok hostovat do PAOKu Soluň. S PAOKem postoupil přes klub FK Olimpik Doněck z Ukrajiny (remíza 1:1 venku a výhra 2:0 doma) do čtvrtého předkola - play-off Evropské ligy UEFA 2017/2018, kde vypadli se spoluhráči díky pravidlu venkovních gólů po výhře 3:1 doma a prohře 0:2 venku se švédským celkem Östersunds FK.
Obnovenou premiéru v lize v dresu PAOKu zažil v souboji s Levadiakosem (remíza 0:0), odehrál celé utkání. Poprvé v ročníku po návratu do PAOKu Soluň skóroval ve druhém kole hraném 27. srpna 2017 proti týmu AO Kerkyra, když v 59. minutě zvyšoval na konečných 3:1. Následně vsítil gól ve 13. kole v souboji se Škodou Xanthi při výhře v poměru 3:0 venku. Svoji třetí branku v sezoně zaznamenal 21. ledna 2018 proti mužstvu FC Apollon Smyrnis (výhra 3:0), když ve 27. minutě otevřel střelecký účet utkání. Na jaře 2018 vybojoval se soluňským celkem Řecký pohár.

### Konyaspor
Před jarní částí ročníku 2019/20 podepsal kontrakt na půl roku s tureckým Konyasporem, který o něj jevil zájem již v létě 2019. Dostal dres s číslem 29. Ligový debut si zde odbyl v souboji s Antalyasporem (remíza 0:0), na hřiště přišel v 56. minutě. V březnu 2020 se dohodl s vedením Konyasporu na předčasném ukončení smlouvy z rodinných důvodů spojených s pandemií covidu-19.

### Ferencvárosi TC

#### Sezóna 2020/21
V průběhu podzimní části sezony 2020/21 po několika měsících bez angažmá odešel jako volný hráč do Maďarska, konkrétně do klubu Ferencvárosi TC. S týmem se krátce po svém příchodu představil v základní skupině G Ligy mistrů UEFA 2020/2021, kde se spoluhráči v konfrontaci se soupeři: FC Barcelona (Španělsko), FK Dynamo Kyjev (Ukrajina) a Juventus FC z města Turín (Itálie) skončili na čtvrtém místě tabulky.
Premiéru v lize za Ferencvárosi absolvoval 4. října 2020 v šestém kole proti týmu Puskás AFC (výhra 2:1), na trávník přišel v 75. minutě. Poprvé a zároveň i jedinkrát v lize v tomto ročníku se prosadil 14. března 2021 v souboji s celkem Paksi FC (výhra 5:2), když v 62. minutě zvyšoval na průběžných 3:1. Na jaře 2021 získal s Ferencvárosi ligový titul.

#### Sezóna 2021/22
S Ferencvárosi TC postoupil na podzim 2021 přes mužstvo FK Priština z Kosova (výhry 3:0 doma a 3:1 venku) a litevský klub FK Žalgiris z města Vilnius (výhry 2:0 doma a 3:1 venku) do třetího předkola Ligy mistrů UEFA 2021/2022, ve kterém proti Slavii Praha nehrál, ale jeho spoluhráči po výhře 2:0 doma a prohře 0:1 venku postoupili do čtvrtého předkola - play-off, kde již Mak nastoupil, avšak se svým zaměstnavatelem po prohrách 2x 2:3 s týmem BSC Young Boys ze Švýcarska do skupinové fáze Ligy mistrů nepostoupil. Se spoluhráči byli zařazeni do základní skupiny G Evropské ligy UEFA 2021/2022, kde v konfrontaci s mužstvy Bayer 04 Leverkusen (Německo), Celtic FC (Skotsko) a Real Betis (Španělsko) skončili na čtvrtém místě tabulky.
Svoje jediné góly v sezoně zaznamenal ve třetím a pátém kole, kdy se dvakrát trefil do sítě klubu Debreceni VSC (výhra 4:2) a jednou proti celku Mezőkövesdi SE (výhra 4:1). V ročníku 2021/22 obhájil s Ferencvárosi titul a navíc s ním i vybojoval tamní pohár.

### Sydney FC

#### Sezóna 2022/23
V létě 2022 zamířil do australského týmu Sydney FC, kde uzavřel dvouletou smlouvu. Ligovou premiéru zaznamenal v úvodním kole hraném 8. října 2022, když v souboji s mužstvem Melbourne Victory FC při domácí prohře 2:3 odehrál 72 minut a dal i první branku zápasu. Další góly si připsal ve druhém a čtvrtém kole, když vsítil po jednom přesném zásahu proti klubům Western United FC (výhra 3:1) a Macarthur FC (výhra 3:2). Počtvrté v sezoně skóroval 1. ledna 2023 v souboji s týmem Newcastle Jets FC, když ve 41. minutě zvyšoval na konečných 2:0. Následně se prosadil proti mužstvu Melbourne City FC. Trefil se ve 28. minutě, ale se spoluhráči podlehli soupeři na jeho trávníku v poměru 2:3. V dubnu 2023 dal celkem čtyři branky, konkrétně dvě v odvetě s Westernem United (remíza 3:3) a po jedné ve střetnutích s kluby Perth Glory FC (výhra 4:1) a Brisbane Roar FC (výhra 2:0). Svůj desátý gól v lize v tomto ročníku zaznamenal v play-off, ve kterém se Sydney vypadl v semifinále. Mak se ve vyřazovací části prosadil ve čtvrtfinále při výhře 2:1 v derby nad týmem Western Sydney Wanderers FC. V sezoně 2022/23 získal se svým zaměstnavatelem Australský pohár, ve finále dal vítěznou branku.

#### Sezóna 2023/24
Poprvé v sezoně si připsal branku v souboji s mužstvem Perth Glory FC (výhra 3:2), když ve 44. minutě zvyšoval na průběžných 2:0. Svůj druhý přesný střelecký zásah v ročníku vsítil 29. prosince 2023 v 10. kole proti klubu Wellington Phoenix FC při domácím vítězství 3:1. Následně dal branky v rozmezí 17. až 21. kola, kdy se prosadil jednou proti týmům Adelaide United FC (výhra 2:1), Western Sydney Wanderers FC (výhra 4:1), Brisbane Roar FC (remíza 1:1) a v odvetném zápase s mužstvem Wellington Phoenix FC (prohra 1:2). Posedmé a poosmé v sezoně skóroval 28. dubna 2024 v odvetném duelu s celkem Perth Glory FC (výhra 7:1), kdy nejprve zaznamenal gól na 4:1 a následně 5:1. Svoji devátou a desátou branku v ročníku vsítil při postupu ze čtvrtfinále play-off přes klub Macarthur FC (výhra 4:0) do semifinále, ve kterém Mak se Sydney vypadl.

### ŠK Slovan Bratislava

#### Sezóna 2024/25
Před ročníkem 2024/25 se po mnoha letech v zahraničí vrátil do Slovanu Bratislava, s jehož vedením podepsal kontrakt na dva roky. Se Slovanem postoupil na podzim 2024 přes severomakedonský tým FC Struga (výhry 4:2 doma a 2:1 venku), mužstvo NK Celje ze Slovinska (remíza 1:1 venku a výhra 5:0 doma), klub APOEL FC z kyperského města Nikósie (výhra 2:0 doma a remíza 0:0 venku) a celek FC Midtjylland z Dánska (remíza 1:1 venku a výhra 3:2 doma) z prvního předkola až do hlavní části Ligy mistrů UEFA 2024/2025, do které se bratislavský tým dostal poprvé ve své historii. V ligové fázi tehdy hrající se novým formátem se se spoluhráči střetli s mužstvy Manchester City FC (Anglie) - (prohra 0:4 doma), FC Bayern Mnichov (Německo) - (prohra 1:3 venku), Atlético Madrid (Španělsko) - (prohra 1:3 venku), AC Milán (Itálie) - (prohra 2:3 doma), GNK Dinamo Záhřeb (Chorvatsko) - (prohra 1:4 doma), Celtic FC (Skotsko) - (prohra 1:5 venku), VfB Stuttgart (Německo) - (prohra 1:3 doma) a Girona FC (Španělsko) - (prohra 0:2 venku) a v konečné tabulce složené ze všech klubů postoupivších do ligové fáze skončili na 35. místě a do vyřazovací fáze nepostoupili. Celkem v této sezoně pohárové Evropy odehrál Mak 15 zápasů a dal v nich tři góly, konkrétně v úvodních utkáních se Strugou a APOELEM a v odvetě s Celje.
Při debutu v lize v dresu Slovanu v úvodním kole v souboji s týmy KFC Komárno přišel na hrací plochu v 65. minutě a svoji brankou se podílel na vítězství 4:1 nad tímto soupeřem. Podruhé v ročníku se trefil v osmém kole hraném 23. září 2024 proti celku MFK Ružomberok (výhra 2:1), když v 11. minutě dal branku na 1:0. Svůj třetí a čtvrtý gól v sezoně v lize dal 1. prosince 2024 v souboji s Duklou Banská Bystrica (výhra 3:1), prosadil se v 56. a 76. minutě. V 19. kole v odvetě s Ružomberkom vsítil hattrick a podílel se na vítězství 5:1. Poosmé a podeváté v ročníku skóroval v 59. a 90. minutě v duelu s mužstvem FK Železiarne Podbrezová (výhra 3:1). Na jaře 2025 vybojoval se Slovanem Bratislava po domácí výhře 4:3 nad celkem MŠK Žilina sedmý ligový titul v řadě. V tomto utkání se Mak ve 40. minutě střelecky prosadil.

#### Sezóna 2025/26
Svůj první ligový gól v sezoně dal ve druhém kole hraném 2. srpna 2025 proti Podbrezové, když v 90. minutě zvyšoval na konečných 4:1.

## Klubové statistiky
Aktuální k 18. květnu 2025
| Sezona    | Klub                   | Soutěž                  | Zápasy | Góly |
| --------- | ---------------------- | ----------------------- | ------ | ---- |
| 2008/2009 | Manchester City FC     | Barclays Premier League | 0      | 0    |
| 2009/2010 | Manchester City FC U21 | Premier League 2        | 15     | 5    |
| 2010/2011 | 1. FC Norimberk        | Bundesliga              | 22     | 3    |
| 2011/2012 | 1. FC Norimberk        | Bundesliga              | 17     | 2    |
| 2012/2013 | 1. FC Norimberk        | Bundesliga              | 19     | 1    |
| 2013/2014 | 1. FC Norimberk        | Bundesliga              | 19     | 0    |
| 2014/2015 | PAOK Soluň             | Superliga               | 30     | 7    |
| 2015/2016 | PAOK Soluň             | Superliga               | 28     | 7    |
| 2016/2017 | FK Zenit Petrohrad     | Premier Liga            | 17     | 4    |
| 2017/2018 | PAOK Soluň (host.)     | Superliga               | 25     | 3    |
| 2018/2019 | FK Zenit Petrohrad     | Premier Liga            | 21     | 1    |
| 2019/2020 | FK Zenit Petrohrad     | Tinkoff Premier Liga    | 5      | 1    |
| 2019/2020 | Konyaspor              | Corgoň liga             | 4      | 0    |
| 2020/2021 | Ferencvárosi TC        | OTP Bank Liga           | 19     | 1    |
| 2021/2022 | Ferencvárosi TC        | OTP Bank Liga           | 13     | 3    |
| 2022/2023 | Sydney FC              | A-League                | 26     | 10   |
| 2023/2024 | Sydney FC              | A-League                | 27     | 10   |
| 2024/2025 | ŠK Slovan Bratislava   | Niké liga               | 27     | 10   |
| 2025/2026 | ŠK Slovan Bratislava   | Niké liga               |        |      |

## Reprezentační kariéra

### Mládežnické reprezentace
Mak působil v mládežnických reprezentacích Slovenska včetně týmu do 21 let. Zúčastnil se kvalifikace na Mistrovství Evropy hráčů do 21 let 2013 konaného v Izraeli, kde Slovensko obsadilo s 15 body druhé místo v konečné tabulce skupiny 9 za první Francií (21 bodů). Mak dvakrát skóroval 10. září 2012 proti Kazachstánu (výhra 6:0). Slovensko se na závěrečný šampionát neprobojovalo přes baráž, v níž vypadlo po prohrách 0:2 doma i venku s Nizozemskem.

### A-mužstvo
V srpnu 2012 byl nominován do A-mužstva pro přátelský zápas proti Dánsku, ale na hřiště se nedostal. V únoru 2013 byl dodatečně nominován trenérskou dvojicí Stanislav Griga a Michal Hipp pro další přátelský zápas s domácí Belgií jako náhrada za zraněného Vladimíra Weisse ml. 6. února 2013 tedy nastoupil proti domácí Belgii, střídal v průběhu druhého poločasu a hru svého mužstva výrazně oživil. Slovensko sahalo po remíze, ale nakonec utkání prohrálo 1:2 gólem Driese Mertense z 90. minuty.
V březnu 2013 figuroval v nominaci slovenského národního týmu pro kvalifikační zápas s Litvou (22. března) a přátelské utkání se Švédskem (26. března, oba zápasy měly dějiště v Žilině na stadiónu Pod Dubňom). Nastoupil v zápase proti Litvě, který skončil remízou 1:1 i v zápase proti Švédsku, v němž gól nepadl. Svůj čtvrtý start v reprezentačním A-mužstvu absolvoval 7. června 2013 proti Lichtenštejnsku, šlo o kvalifikační utkání na MS 2014 (remíza 1:1). V srpnu 2013 jej povolal nový trenér Slovenska Ján Kozák k přátelskému střetnutí s domácím Rumunskem (14. srpna, remíza 1:1). Nastoupil poté v odvetném kvalifikačním zápase s Bosnou a Hercegovinou 10. září 2013 v Žilině, kde Slovensko podlehlo svému balkánskému soupeři 1:2 a ztratilo naději alespoň na baráž o Mistrovství světa 2014 v Brazílii. Premiérový gól v A-týmu si připsal 15. listopadu 2013 na Městském stadionu ve Vratislavi proti domácímu Polsku, kde zvyšoval ve 38. minutě na konečných 2:0 pro Slovensko. Druhý gól vstřelil 5. března 2014 v přátelském utkání na stadionu Netanja proti Izraeli, uzavíral skóre na konečných 3:1.
8. září 2014 vstřelil vítězný gól na Národním sportovním komplexu Olympijskyj v Kyjevě proti domácí Ukrajině, úvodní kvalifikační zápas na EURO 2016 dopadl vítězně pro slovenský tým (1:0). 9. října 2014 byl u vítězství 2:1 v téže kvalifikaci proti Španělsku. Slovensko po úvodní výhře nad Ukrajinou vyhrálo i nad úřadujícími mistry Evropy Španěly a potvrdilo tak výborný vstup do kvalifikace. Se slovenskou reprezentací slavil 12. října 2015 postup na EURO 2016 ve Francii (historicky první pro Slovensko od rozdělení Československa).

#### EURO 2016
Trenér Ján Kozák jej zařadil do 23členné nominace na EURO 2016 ve Francii, kam se Slovensko probojovalo poprvé v éře samostatnosti.
V prvním utkání nastoupil proti Walesu, Slovensko prohrálo 1:2. Ve druhém zápase proti Rusku byl u výhry 2:1 a v posledním zápase základní skupiny proti Anglii uhrál se spoluhráči remízu 0:0. Slovenští fotbalisté skončili se 4 body na třetím místě tabulky, v osmifinále se představili proti reprezentaci Německa (porážka 0:3, Mak nenastoupil) a s šampionátem se rozloučili.

#### EURO 2020
Byl součástí slovenského reprezentačního výběru na EURU 2020, kam jej nominoval kouč Štefan Tarkovič. Se slovenskou reprezentací skončil ve skupině po výhře 2:1 nad Polskem a prohrách 0:1 se Švédskem a 0:5 se Španělskem na třetím místě a do osmifinále s ní nepostoupil.

### Reprezentační zápasy a góly
Zápasy Róberta Maka v A-týmu slovenské reprezentace
| 2013                | 7  | 1  |
| 2014                | 8  | 2  |
| 2015                | 9  | 4  |
| 2016                | 10 | 2  |
| 2017                | 7  | 0  |
| 2018                | 10 | 2  |
| 2019                | 7  | 1  |
| 2020                | 5  | 1  |
| 2021                | 10 | 1  |
| 2022                | 0  | 0  |
| 2023                | 7  | 2  |
| 2024                | 1  | 0  |
| Celkem              | 81 | 16 |
| Platí k 23. 7. 2024 |    |    |

Góly Róberta Maka v A-týmu slovenské reprezentace
| 010                 | 15. 11. 2013 | Městský stadion, Vratislav, Polsko                     | Polsko              | 00:20(39.) | 0:2 | Přátelský zápas                      |
| 02                  | 5. 3. 2014   | Stadion Netanja, Netanja, Izrael                       | Izrael              | 01:30(83.) | 1:3 | Přátelský zápas                      |
| 03                  | 8. 9. 2014   | Národní sportovní komplex Olimpijskyj, Kyjev, Ukrajina | Ukrajina            | 00:10(17.) | 0:1 | Kvalifikace na EURO 2016             |
| 04                  | 12. 10. 2015 | Stade Josy Barthel, Lucemburk, Lucembursko             | Lucembursko         | 00:30(30.) | 2:4 | Kvalifikace na EURO 2016             |
| 05                  | 13. 11. 2015 | City Arena Trnava, Trnava, Slovensko                   | Švýcarsko           | 03:00(55.) | 3:2 | Přátelský zápas                      |
| 06                  | 17. 11. 2015 | Štadión pod Dubňom, Žilina, Slovensko                  | Island              | 01:10(58.) | 3:1 | Přátelský zápas                      |
| 07                  | 17. 11. 2015 | Štadión pod Dubňom, Žilina, Slovensko                  | Island              | 02:10(61.) | 3:1 | Přátelský zápas                      |
| 08                  | 11. 10. 2016 | City Arena Trnava, Trnava, Slovensko                   | Skotsko             | 01:00(18.) | 3:0 | Kvalifikace na MS 2018               |
| 09                  | 11. 10. 2016 | City Arena Trnava, Trnava, Slovensko                   | Skotsko             | 02:00(56.) | 3:0 | Kvalifikace na MS 2018               |
| 10                  | 25. 3. 2018  | Národní stadion Rajamangala, Bangkok, Thajsko          | Thajsko             | 00:20(34.) | 2:3 | Královský pohár 2018                 |
| 11                  | 16. 11. 2018 | City Arena Trnava, Trnava, Slovensko                   | Ukrajina            | 04:10(61.) | 4:1 | Liga národů UEFA 2018/2019 – Liga B1 |
| 12                  | 9. 9. 2019   | Groupama Arena, Budapešť, Maďarsko                     | Maďarsko            | 00:10(40.) | 1:2 | Kvalifikace na EURO 2020             |
| 13                  | 14. 10. 2020 | City Arena Trnava, Trnava, Slovensko                   | Izrael              | 02:00(38.) | 2:3 | Liga národů UEFA 2020/2021 – Liga B2 |
| 14                  | 30. 3. 2021  | City Arena Trnava, Trnava, Slovensko                   | Rusko               | 02:10(74.) | 2:1 | Kvalifikace na MS 2022               |
| 15                  | 26. 3. 2023  | Národný futbalový štadión, Bratislava, Slovensko       | Bosna a Hercegovina | 01:00(13.) | 2:0 | Kvalifikace na EURO 2024             |
| 16                  | 11. 9. 2023  | Národný futbalový štadión, Bratislava, Slovensko       | Lichtenštejnsko     | 03:00(6.)  | 3:0 | Kvalifikace na EURO 2024             |
| Platí k 23. 7. 2024 |              |                                                        |                     |            |     |                                      |